# Odontosia notaria
Odontosia notaria är en fjärilsart som beskrevs av Edwards 1885. Odontosia notaria ingår i släktet Odontosia och familjen tandspinnare. Inga underarter finns listade i Catalogue of Life.